# Aurore Clément
Aurore Clément (Soissons, 12 ottobre 1945) è un'attrice francese. In carriera è apparsa in oltre 80 film.

## Biografia
È nata a Soissons (Aisne, Francia) da una famiglia di agricoltori. Dopo la morte del padre, dovette lavorare per poter mantenere la sua famiglia. Partì per Parigi, dove per un periodo di tempo lavorò come modella. Nel 1974 le venne offerto il ruolo di co-protagonista nel film Cognome e nome: Lacombe Lucien di Louis Malle. Debuttò anche negli Stati Uniti in Apocalypse Now di Francis Ford Coppola, ma la sua scena, una lunga sequenza nella quale il capitano Willard (Martin Sheen) incontra i precedenti coloni francesi, venne tagliata e verrà inserita nuovamente solo nella versione redux del 2001. Di fatto, solo con il film Paris, Texas di Wim Wenders apparirà sulla scena cinematografica internazionale.
Spesso considerata un'attrice esigente e destinata solo a film d'autore, riuscì, nonostante questo, a partecipare a progetti cinematografici o serie televisive di grande successo popolare. Debuttò a teatro nel 1988 con La singolare vita di Albert Nobbs, che le valse il premio di "attrice rivelazione dell'anno" assegnato dal Syndicat de la Critique Dramatique. Nel 2000 ottenne una candidatura al premio Molière grazie a La signora delle camelie di René de Ceccatty, che vedeva come protagonista Isabelle Adjani.

## Vita privata
Dal 1986 è sposata con Dean Tavoularis, scenografo cinematografico il cui lavoro è spesso legato al regista Francis Ford Coppola. La coppia si è conosciuta proprio sul set del film Apocalypse Now.

## Filmografia
- Cognome e nome: Lacombe Lucien (Lacombe Lucien), regia di Louis Malle (1974)
- Caro Michele, regia di Mario Monicelli (1976)
- L'Agnese va a morire, regia di Giuliano Montaldo (1976)
- Il giudice d'assalto (Le juge Fayard dit Le Shériff), regia di Yves Boisset (1977)
- L'uomo del fiume (Le Crabe-tambour), regia di Pierre Schoendoerffer (1978)
- Circuito chiuso, regia di Giuliano Montaldo (1978) - film TV
- Les Rendez-vous d'Anna, regia di Chantal Akerman (1978)
- Apocalypse Now, regia di Francis Ford Coppola (versione redux del 2001) (1979)
- Viaggio con Anita, regia di Mario Monicelli (1979)
- Buone notizie, regia di Elio Petri (1979)
- Caro papà, regia di Dino Risi (1979)
- Toute une nuit, regia di Chantal Akerman (1982)
- Invito al viaggio (Invitation au voyage), regia di Peter Del Monte (1982)
- I fantasmi del cappellaio (Les Fantômes du chapelier), regia di Claude Chabrol (1982)
- El sur, regia di Víctor Erice (1983)
- Les Années 80, regia di Chantal Akerman (1983)
- Paris, Texas, regia di Wim Wenders (1984)
- Festa di laurea, regia di Pupi Avati (1985)
- Il labirinto nello specchio (Le Regard dans le miroir), regia di Jean Chapot - miniserie TV (1985)
- Mosca addio, regia di Mauro Bolognini (1986)
- Fuga dal paradiso, regia di Ettore Pasculli (1990)
- Eline Vere, regia di Harry Kümel (1991)
- Marie, regia di Marian Handwerker (1994)
- Facciamo paradiso, regia di Mario Monicelli (1995)
- Mon homme, regia di Bertrand Blier (1996)
- À vendre - In vendita (À vendre), regia di Laetitia Masson (1998)
- Love Me, regia di Laetitia Masson (2000)
- La captive, regia di Chantal Akerman (2000)
- Léonard de Vinci (documentario, voice-over), regia di Jean-Claude Lubtchansky (2001)
- Tanguy, regia di Étienne Chatiliez (2001)
- Une affaire privée - Una questione privata (Une affaire privée), regia di Guillaume Nicloux (2002)
- La Repentie, regia di Laetitia Masson (2002)
- Bon Voyage, regia di Jean-Paul Rappeneau (2003)
- La damigella d'onore (La Demoiselle d'honneur), regia di Claude Chabrol (2004)
- Marie Antoinette, regia di Sofia Coppola (2006)
- Je suis un no man's land, regia di Thierry Jousse (2008)
- Una nuova amica (Une nouvelle amie), regia di François Ozon (2014)
- A Bigger Splash, regia di Luca Guadagnino (2015)
- Barbara, regia di Mathieu Amalric (2017)
- Maigret, regia di Patrice Leconte (2022)
- Vie privée, regia di Rebecca Zlotowski (2025)

## Doppiatrici italiane
- Vittoria Febbi in Caro papà
- Micaela Esdra in Mosca addio
- Angiola Baggi in La damigella d'onore
- Ida Sansone in Marie Antoinette
- Fabrizia Castagnoli in Una nuova amica
- Melina Martello in A Bigger Splash
- Ada Maria Serra Zanetti in Cannibal love - Mangiata viva
- Antonella Giannini in Maigret

## Riconoscimenti
- 2024 - Premio Magritte
  - Premio Magritte onorario